# Parkers-Iron Springs
Parkers-Iron Springs é uma Região censo-designada localizada no estado americano do Arkansas, no Condado de Pulaski.

## Demografia
Segundo o censo americano de 2000, a sua população era de 3499 habitantes.

## Geografia
De acordo com o United States Census Bureau tem uma área de 24,1 km², dos quais 24,0 km² cobertos por terra e 0,1 km² cobertos por água.

## Localidades na vizinhança
O diagrama seguinte representa as localidades num raio de 16 km ao redor de Parkers-Iron Springs.